# Оссовський Готфрид Йосипович
Готфрид Йосипович Оссовський (пол. Gotfryd Ossowski; 8 листопада 1835 Козарівка, нині Канівський район — 16 квітня 1897, Томськ) — польський геолог, археолог і краєзнавець, що мешкав в Російській імперії.

## Життєпис
Народився в с. Козарівка на Канівщині. Закінчив приватну гімназію в м. Житомирі.
У 1855–1856 років під час Кримської війни у складі російської армії брав участь в обороні Севастополя.
З 1860 р. протягом 10 років здійснював геологічні розвідки на Волині, результатом яких стала перша його наукова праця «Геогностично-геологічний нарис Волині» (1867). Ним встановлені місце знаходження порцелянової глини, різні видозміни граніту, відкрита нова гірська порода, названа «волинітом». У «Працях» краківської академії Оссовський помістив ряд статей з антропології та археології краю. Після цього продовжує свою наукову діяльність в 1872 р. у м. Житомирі як один із засновників «Товариства дослідників Волині». Присвятив себе також дослідженню Західної Пруссії і багато попрацював для колекції музею в м. Торуні.
Археологічні дослідження фінансувалися слабо, тому, щоб мати змогу їх продовжувати, Оссовський був вимушений продавати нерухомість, що йому належала.
У 1879 р. його викликає Краківська Академія наук для дослідження печер біля Кракова. У 1880 р. в Парижі видав геологічну карту Волині. Здійснював багато розвідок і розкопок в Україні, матеріали яких друкувалися у працях Краківської АН та археологічних з'їздів Росії. 
У 1889—1892 pp. Г. Оссовський проводив розкопки у ряді сіл Борщівського, Гусятинського і Заліщицького повітів Східної Галичини (сс. Васильківці, Винятинці, Гадинківці, Городок, Колиндяни, Коцюбинчики, Кривеньке, Мишків, Увисла, Шидлівці, Щитівці, м. Хоростків). 
У виданні III археологічного з'їзду опубліковані статті «Про кам'яний матеріал, з якого побудовані найдавніші пам'ятки Києва» та «Про Кам'яну добу в Овруцькому та Дубенському повітах». У т. I матеріалів IV археологічного з'їзду надруковано «Спроба хронологічної класифікації знахідок кам'яної доби в Центральній і Східній Європі». У Кракові Оссовський, внаслідок доносів, піддався обшукам і гонінням з боку поліції і повинен був залишити Австро-Угорщину, до складу якої тоді входив Краків.
Помер у м. Томську в Сибіру від пневмонії, де, працюючи на посаді дорожнього майстра, також здійснював геологічні та археологічні дослідження.